# 杉野喜精
杉野 喜精（すぎの きせい、明治3年9月6日（1870年9月30日） - 昭和14年（1939年）5月2日）は日本の実業家、相場師。山一證券の初代社長や、東京株式取引所理事長を務めた。

## 人物
1870年東京深川で江戸詰めの津軽藩藩士・納戸役の家に生まれる。翌年父が失職。
東京商業学校（のちの一橋大学）卒業。1889年日本銀行入行、1896年愛知銀行副支配人。
1902年名古屋銀行取締役支配人就任も、日露戦争後のバブル景気の崩壊による戦後恐慌の影響でモラトリアムを余儀なくされ、責任をとり1907年辞職し兜町で株の現物店の八幡屋を開設。
1910年、八幡屋の経営が思わしくなかったところ、小池国三に誘われ小池合資会社入社、七番番頭となる。
1917年小池が銀行業に専念するため杉野に会社を譲ることとなり、杉野は山一合資会社を設立し社長に就任した。1920年には売買高順位業界1位を達成する。大正バブルの崩壊を乗り越え、1926年に山一證券株式会社に改組し、社長就任。昭和金融恐慌を乗り越え、1935年後任に常務の太田収を据えて社長を退任し、東京株式取引所理事長に就任。
東京板紙株を巡る富士製紙と樺太工業の買収合戦では、徳田昂平とともに事態の収拾にあたった。
肺疾患の療養を行うも、理事長在任中の1939年に死去。墓所は青山霊園(1イ2-8)。

## 家系
関東大震災後、本所の浄土真宗の源光寺より改葬
- 初代 杉野五郎兵衛喜長 安永8年7月25日没
- 2代  五郎兵衛喜之 文政10年8月14日没
- 3代 五郎兵衛喜賢 安政2年2月14日没
- 4代（父）喜永 明治37年6月10日没
- 妻のやまは飯田巽の娘。岳父の飯田巽 (1842年生)は元弘前藩士で、大蔵省から日本銀行理事を経て宮内省に奉じ、退官後日本郵船など多数の企業の役職に就いた[3]。飯田の娘婿に各務幸一郎、子爵の清岡三麿がおり、杉野とは相婿同士。
- 長女・綾（1895年生) - 仏英和高等女学校出身。医学博士の福岡五郞の妻。
- 長男・杉野伊勢雄（1900年生)
- 二男・杉野昌甫（橘太郎、1901年生) - 早稲田大学教授、演劇研究家。1920年獨逸学協会中学校卒、1926年に上智大学文学部ドイツ文学科を卒業後ベルリン大学で演劇研究。
- 三女・須磨（1902年生) - 仏英和高等女学校出身。東京府人大塚勝次郞長男鉄雄の妻。
- 四女（庶子）・清（1903年生) - 日本橋高等女学校出身。東京府人村上徹の妻。